# Natriumthiosulfat
Natriumthiosulfat er et thiosulfatsalt af natrium med sumformel: Na2S2O3. Med fem krystalvand, Na2S2O3•5H2O, kendes forbindelsen under navnene fiksersalt og antiklor.

## Karakteriskreaktionog brug
En karakterisk reaktion for thiosulfatanionen er reaktionen med fortyndet syrer hvorved dannes svovl, svovldioxid og vand:
Na2S2O3 + 2HCl → 2 NaCl + S + SO2 + H2O
Denne reaktion kendes under navnet clock reaktionen idet når svovlkoncentrationen når et vist niveau skifter farven fra farveløs til svagt gul. Reaktionen har været brugt til at danne kolloidt svolv. Hvis reaktionen udføres ved lav temperatur opnås thiosvovlsyre (H2S2O3), som er en stærk syre med pKa på 0,6 og 1,7 for første og anden syrestyrkekonstant.

### Guld ekstraktion
Natriumthiosulfat benyttes som alternativt reagens i stedet for cyanid ved ekstraktion af guld. Det danner et stærkt kompleks med guld(I)-ioner, [Au(S2O3)2]3-. Fordelen med denne metode er at thiosulfat er essentielt ugiftig. Ulempen er at den kræver et stort forbrug af thiosulfat pga. manglende genbrugsteknikker. I modsætning til [[Au(S2O3)2]]3-, absorberes thiosulfatkomplekset ikke på aktivt kul, som er standardteknikken når cyanid benyttes.

### Analytisk kemi
Natriumthiosulfat benyttes også i analytisk kemi. Når thiosulfat opvarmes med en prøve der indeholder "aluminiumkationer" udfældes et hvidt produkt:
2Al3+ + 3S2O32- + 3H2O → 3SO2 + 3S + 2Al(OH)3

## Reference
1. ↑  Holleman, A. F.; Wiberg, E. "Inorganic Chemistry" Academic Press: San Diego, 2001. ISBN 0-12-352651-5
2. ↑  Aylmore, M. G.; Muir, D. M. "Thiosulfate Leaching of Gold – a Review",Minerals Engineering, 2001, 14, 135-174

| Kemi | Spire Denne artikel om kemi er en spire som bør udbygges. Du er velkommen til at hjælpe Wikipedia ved at udvide den. |